# Lucius Vibius Lentulus
Lucius Vibius Lentulus (vollständige Namensform Lucius Vibius Gai filius Aemilia Lentulus) war ein im 2. Jahrhundert n. Chr. lebender Angehöriger des römischen Ritterstandes (Eques). Durch zwei Inschriften, die in Ephesus gefunden wurden, ist seine Laufbahn bekannt, die als cursus inversus, d. h. in absteigender Reihenfolge wiedergegeben ist.
Lentulus begann seine Laufbahn als adiutor des Senators Lucius Pompeius Vopiscus Gaius Arruntius Catellius Celer, als dieser curator viarum aedium sacrarum locorumque publicorum war. Danach war er (in dieser Reihenfolge) Praefectus fabrum, Tribunus in der Legio VII Gemina fidelis, die ihr Hauptlager in León in der Provinz Hispania Tarraconensis hatte und Kommandeur (Praefectus) der Ala II Flavia civium Romanorum. Im Anschluss übernahm er in der zivilen Verwaltung die folgenden Positionen (in dieser Reihenfolge): procurator monetae in Rom, Procurator in den Provinzen Pannonia und Dalmatia, Procurator in Asia und zuletzt procurator a loricata in Rom während der Regierungszeit von Trajan (98–117).
Lentulus war in der Tribus Aemilia eingeschrieben. Er ist in Ephesus durch eine weitere Inschrift belegt.

## Ala II Flavia civium Romanorum
Hans-Georg Pflaum geht davon aus, dass Lentulus Kommandeur der Ala II Flavia war, die bis 82 in Germania belegt ist und die ab 86 in Raetia stationiert war. Margaret M. Roxan, Rudolf Hanslik und Agustín Jiménez de Furundarena ordnen ihn dagegen der Ala II Flavia Hispanorum civium Romanorum zu, die in Petavonium in Hispania Tarraconensis stationiert war. Roxan hält die in der Tarraconensis stationierte Ala aufgrund der geographischen Nähe zur Legio VII Gemina für wahrscheinlicher.

## Jahreseinkommen
Die Position als procurator monetae war mit einem Jahreseinkommen von 100.000 Sesterzen verbunden, während die nachfolgenden Positionen alle mit einem Jahreseinkommen von 200.000 Sesterzen verbunden waren.

## Datierung
Pflaum datiert seine Laufbahn wie folgt: adiutor um 80, Tribunus um 88/89, als Trajan Kommandeur der Legio VII Gemina war und procurator a loricata wahrscheinlich nach 106/107, als der zweite Dakerkrieg Trajans beendet war. Jiménez de Furundarena datiert seine Laufbahn wie folgt: adiutor zwischen 78 und 80, Tribunus um 88/89, Praefectus der Ala um 90, procurator monetae am Ende der Regierungszeit von Domitian (81–96) und procurator a loricata vermutlich im Zusammenhang mit dem zweiten Dakerkrieg Trajans. Roxan datiert sein Kommando über die Ala in die späte Regierungszeit von Domitian.